# Nothomiza costinotata
Nothomiza costinotata är en fjärilsart som beskrevs av W. Warren 1893. Nothomiza costinotata ingår i släktet Nothomiza och familjen mätare. Inga underarter finns listade i Catalogue of Life.